# Pa-O

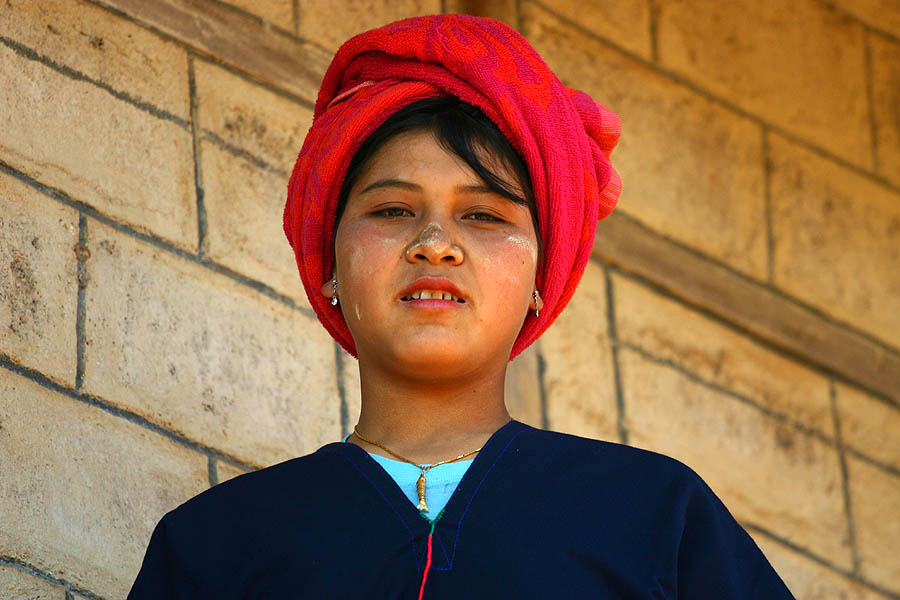
Een Pa-O-vrouw nabij Kalaw in het zuiden van de staat Shan

De Pa-O (Birmaans: ပအိုဝ့်လူမျိုး; [pəo̰ lùmjóʊ]), ook bekend als Taungthu en Zwarte Karen, zijn een etnische groep in Myanmar, die ongeveer 600.000 leden telt. De Pa-O vormen daarmee de op een na grootste groep in de staat Shan en worden door de overheid geclassificeerd als onderdeel van het "nationaal Shan-ras", hoewel aangenomen wordt dat ze behoren tot de Tibetaans-Birmaanse taalgroep en ze daarbinnen verwant zijn aan de Karen. Naast de staat Shan wonen ze ook in de staten Kayin en Kayah.
De Pa-O vestigden zich rond 1000 v.Chr. in de regio Thaton (nu onderdeel van Myanmar). Eens droegen de Pa-O kleurige kleding, maar nadat koning Anawratha de Mon-koning Makuta van Thaton had verslagen, werden de Pa-O tot slaven gemaakt en gedwongen om indigo-geverfde kleren te dragen om hun status als slaven aan te duiden. Er zijn echter regionale varianten wat betreft kleding bij de Pa-O. Veel van hen zijn overgegaan op de kleding die door de Bamar wordt gedragen en veel mannen dragen zogeheten Thaise vissersbroeken (Shan baung-mi). De meeste Pa-O zijn boeddhisten. Door christelijke missionarissen werd een geschreven taal ontwikkeld.
De Pa-O zijn vooral actief in de landbouw, waarbij ze bladeren van de Cordia en mosterdplant telen. De Pa-O zijn grotendeels geassimileerd in de Bamar-samenleving en hebben veel tradities van hen overgenomen.
Een van de bekendste Pa-O's is Kyaing Kyaing, de vrouw van de Myanmarese juntaleider Than Shwe.